# Юляне
Юляне (фін. Yläne) — колишня громада у Фінляндії, яка зараз є частиною Пьовтюя. Громада входила у провінцію Південно-Західна Фінляндія і як незалежна громада — до складу губернії Західна Фінляндія, а раніше — повітів Турку та Порі. До об'єднання в муніципалітеті проживало 2109 осіб, а його площа становила 364,6 км2, з них 22,66 км2 займали водойми. Щільність населення становила 6,17 жителя/км2. На кінець 2022 року населення церковно-сільського поселення Юляне становило 914 осіб.
Юляне об'єднано з Пьовтюя 1 січня 2009 року.
Громада Юляне до об'єднання межувала з Аластаро, Аура, Еура, Маску, Мюнямякі, Ноусіайнен, Оріпяя, Пьовтюя, Сякюля, Турку та Вахто. Раніше сусідніми громадами також були Гонкілагті, яка приєднана до Еури в 1970 році, Пааттінен, приєднана до Турку в 1973 році, і Кар'яла, приєднана до Мюнямякі в 1977 році. Південний край території громади спочатку був спільною межею семи громад (Куганкуоно).
У південній частині Юляне, в Раасінкорві, розміщено стрільбище Раасі, яке використовують сили оборони.

## Природа
Юляне розташоване на вододільній місцевості. Її природне середовище визначається озером Сякюлян Пюгяярві, що простягається на північну частину території, та річкою Юлянеедйокі, яка впадає в нього з півдня. Найбільше озеро, що повністю розташоване в межах Юляне, — це джерельне озеро Лаайокі, Еліярві, яке лежить на південний захід від Пюгяярві. У південно-західній частині Юляне, у верхів'ях річки Лаайокі, розташований природний заповідник Васкіярві, заснований 1956 року та розширений у 1983-му. Також до території Юляне поблизу Куганкуоно входить національний парк Кур'єнрагка. Всередині цього парку розташоване озеро Савоярві — джерело річки Ярвійокі, яка є притокою Аурайокі. Савоярві — найбільше озеро в басейні річки Аурайокі. У тій же місцевості на територію Юляне заходить і джерельне озеро Мюняярві — витік річки Мюняйокі.

## Історія

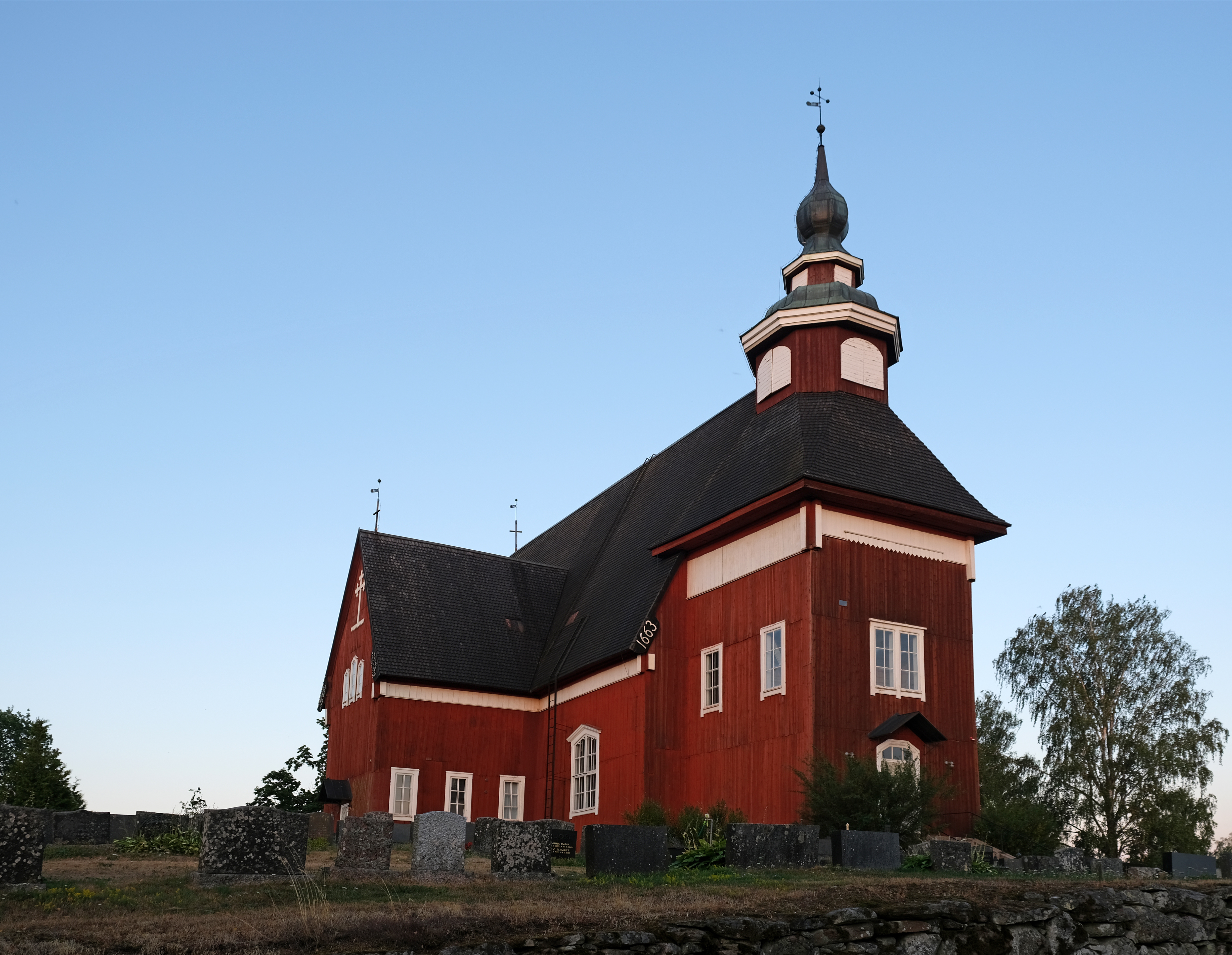
Церква Юляне

Юляне було заселене ще в доісторичний час і в цьому сенсі пов'язане зі стародавнім заселенням регіонів Еура та Сякюля. У 1954 році на землях Ванганкартано в Юляне, на березі річки Юлянеедйокі, було виявлено так зване поселення Анівегмаа. Під час археологічних розкопок на цьому місці виявили 83 могили, найстаріша з яких датується епохою вікінгів — приблизно VII століттям. Більшість поховань відноситься до IX—X століть.
До XIX століття Юляне разом з Оріпяа входило до складу церковного приходу Пьовтюя як капеланство. Капела Юляне вперше згадується в документах 1432 року, хоча церква там існувала й раніше. За церковними переказами, святий Генрік відвідував ці місця, а джерело Генріка, що поблизу Ліетса, отримало свою назву завдяки його візиту. Через розташування Юляне на кордоні регіонів, воно церковно належало до Варсінайс-Суомі, а адміністративно — до чверті Кеюліе Нижньої Сатакунти та губернії Кокемяенкартано.

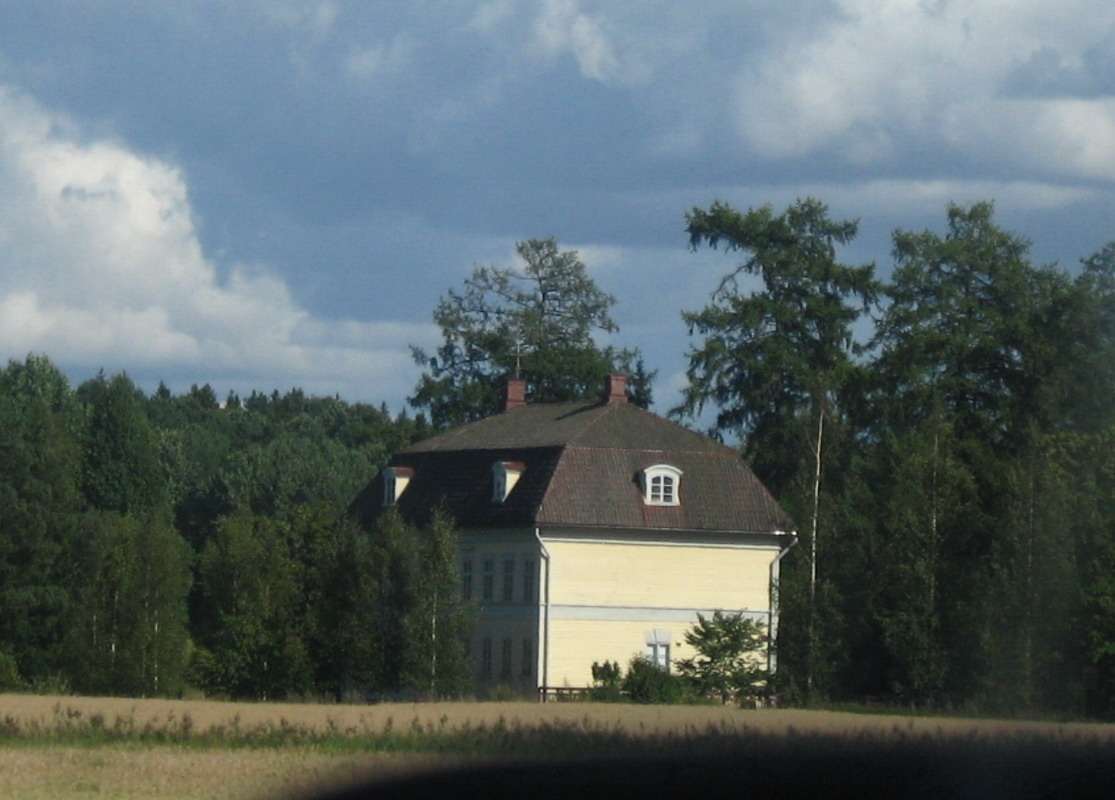
Садиба Юляне

У Юляне розташовувались три великі маєтки: Ванганкартано, Уусікартано та Тоурула. Ванганкартано (раніше Юлянекартано) належав, зокрема, родинам Дьякн, Флемінг, Крейц, Лібекер та Ягергорн. У 1809 році більшу частину орендованих земель було відокремлено від Юлянекартано, а новоутворена частина отримала назву Уусікартано. Уусікартано та Турула в XIX столітті належали родині Сальберг, представники якої стали відомими натуралістами. Господар Франс Фредрік Бйорні у 1892 році об'єднав Ванханкартано, яке придбав, з уже належним йому Уусікартано. У 1910 році держава викупила близько 5 500 гектарів землі з Уусікартано для розселення. На цій території створено 126 нових самостійних господарств — одне з найбільших добровільних земельних розподілів того часу у Фінляндії. Після завершення Другої світової війни до Юляне було переселено біженців із Мецяпіртті.
Професор Карл Рейнхольд Сальберг у 1840-х роках збудував маєток на південно-західному березі Пюгяярві, назвавши його Гувітус. У його саду на той час росло понад 1 200 плодових дерев. На початку ХХ століття маєток придбала організація «Друзі тверезости» і відкрила там заклад для лікування алкоголізму. У 1943 році Гувітус перейшов у власність держави, після чого там діяв дівочий будинок Юляне.
Юляне, Оріпяя та Пьовтюя отримали власне муніципальне управління у 1869 році. Самостійною парафією Юляне стало у 1879 році, а Оріпяя — у 1903-му.

## Транспорт
Основними транспортними шляхами Юляне є обласна дорога №204 між Ліето та Еурою, а також обласна дорога №210, що веде на південний схід до Лоймаа та на північний захід до Гіннерйокі в Еурі. Сполучна дорога №2043 веде з Юляне до Пьовтюя, а дорога №2020 — до Мюнямякі.

## Події та пам'ятки

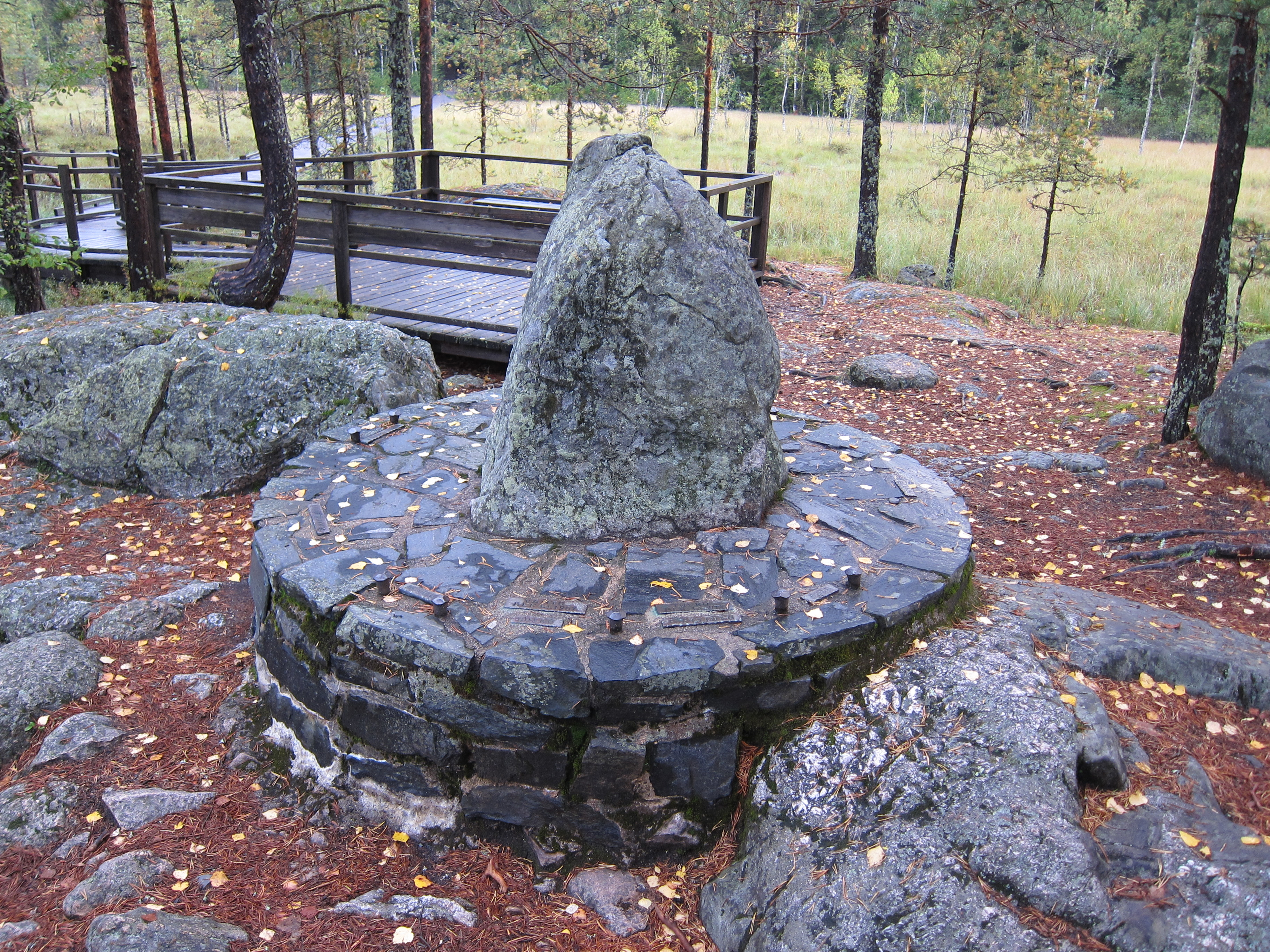
Межовий камінь Куганкуоно

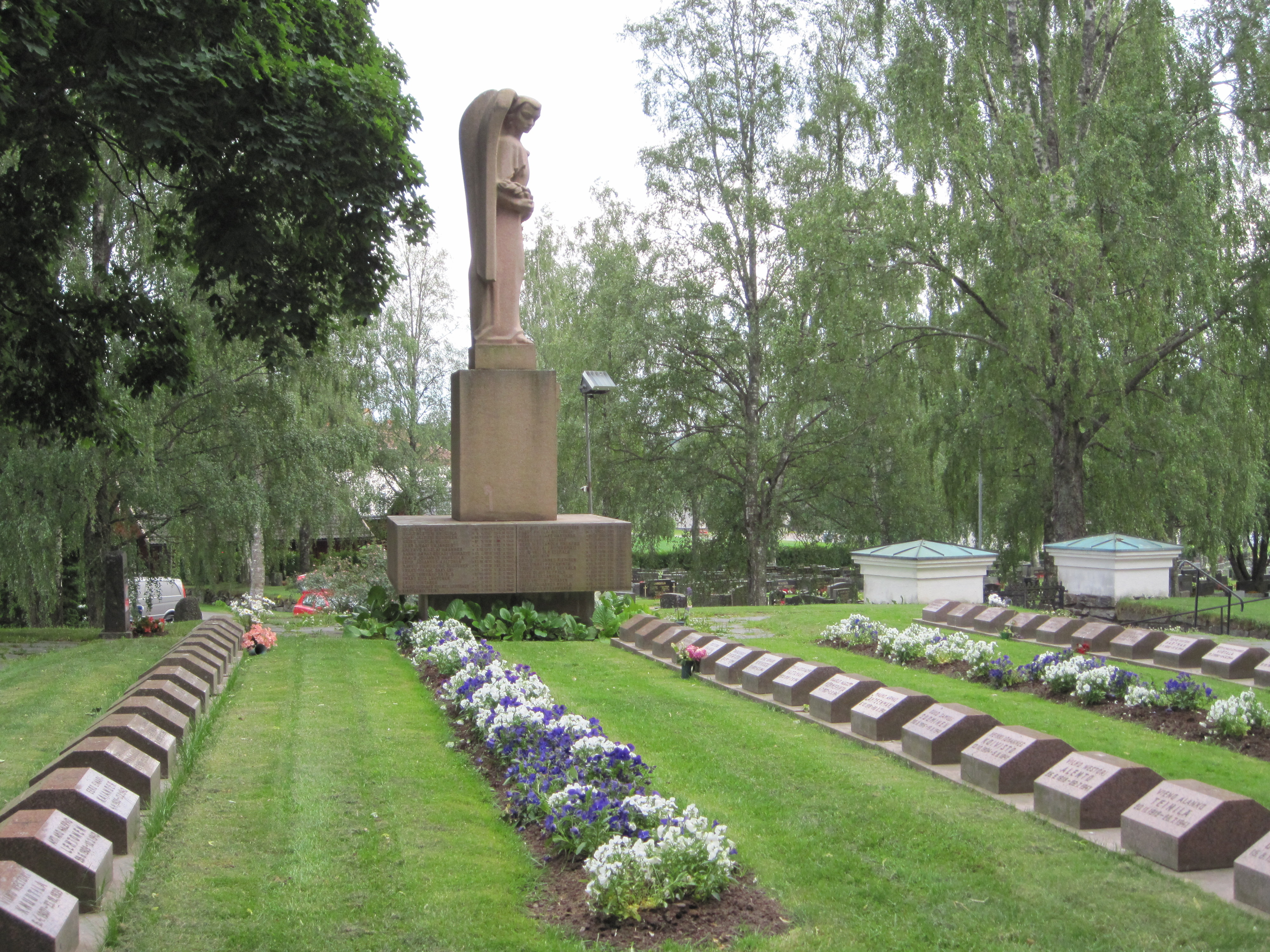
Меморіал загиблих у Другій світовій війні

У Юляне працює створений навесні 2002 року Природничий центр Юляне (фін. Yläneen Luontokapinetti), в якому діє постійна виставка, присвячена природі. При центрі також є пішохідна стежка з геологічними навчальними таблицями та оглядова вежа.
Серед культурних середовищ Юляне займає важливе місце на національному рівні. У проведеній у 2009 році інвентаризації Музейним управлінням Фінляндії до таких об'єктів було віднесено церковний пагорб Юляне та парафіяльний будинок, а також маєток Ванганкартано з навколишнім сільськогосподарським ландшафтом.
Наступного тижня після святкування Юганнуса (середина літа) в Юляне відзначається тиждень Юляне (фін. Yläne-viikko), також відомий як «Юляненські веселощі» (фін. Yläneen säpinät). Під час цього тижня проводяться різноманітні громадські заходи. Традицію фінських танцювальних майданчиків у Юляне представляє танцмайданчик Валасранта (фін. Valasrannan tanssilava). Щороку влітку тут відбувається танцювальний табір фін. Valasrannan Tanssileiri, який протягом десяти днів збирає тисячі учасників з усієї країни.
Краєзнавчий музей Юляне (фін. Yläneen kotiseutumuseo) — це музей просто неба, який складається з кількох будівель. Вважається одним з найкращих музеїв Фінляндії. Влітку в музеї проводяться різні заходи, наприклад, виставка ремісників та п'єси. Поряд з музеєм є традиційний сад.

## Культура

### Мова
Мова, якою розмовляють в регіоні Юляне, заснована на діалекті нагір'я Турку, який належить до групи південно-західних проміжних діалектів. Характерною рисою юлянського діалекту є загальна гемінація в приголосних p,t,k,s після короткого першого складу.

### Їжа
У 1980-х роках ячмінний суп з галушками, житній хліб і Юляне рінкіля, виготовлені з тіста для булочок, були названі основними стравами Юляне.